# پدرو خارو
پدرو خارو (انگلیسی: Pedro Jaro؛ زادهٔ ۲۲ فوریهٔ ۱۹۶۳) بازیکن فوتبال اهل اسپانیا است.
از باشگاه‌هایی که در آن بازی کرده‌است می‌توان به باشگاه فوتبال اتلتیکو مادرید، باشگاه فوتبال رئال مادرید، باشگاه فوتبال رئال بتیس، باشگاه فوتبال کادیس، و باشگاه فوتبال مالاگا اشاره کرد.